# My Tennessee Mountain Home
My Tennessee Mountain Home släpptes i mars 1973 och är ett musikalbum av Dolly Parton. Det är till stora delar ett konceptalbum om hennes barndom och ungdom i Tennessee, och hur fattiga hennes familj var.
Huset på bilden är det hus där Dolly Parton och hennes familj levde åren kring 1950.

## Låtlista
1. The Letter
2. I Remember
3. Old Black Kettle
4. Daddy's Working Boots
5. Dr. Robert F. Thomas
6. In The Good Old Days (When Times Were Bad)
7. My Tennessee Mountain Home
8. The Wrong Direction Home
9. Back Home
10. Better Part Of Life
11. Down On Music Row